# Giuseppe Palumbo (fumettista)
Giuseppe Palumbo (Matera, 24 luglio 1964) è un fumettista italiano.

## Biografia
Frequenta il liceo classico per poi laurearsi in Lettere antiche.
Nel 1984 pubblica Sul dorso di Atlante un albo che gli vale l'invito di Zio Feininger.
Nel 1986 si presenta alla casa editrice Primo Carnera di Milano e pubblica su Tempi Supplementari, la storia a colori Tosca la mosca. Sul numero 12 della stessa rivista, pubblicato a settembre del 1986, pubblica la prima avventura del suo personaggio più noto: Ramarro. Dal novembre dello stesso anno le storie del personaggio proseguono sulla rivista Frigidaire. Collabora a Nuvola Bianca, Dolce Vita, Fuego e Mondo Mongo. Dal 1990 viene reclutato come docente alla Scuola del Fumetto di Milano, contemporaneamente lavora per alcune agenzie pubblicitarie. Nel 1990 partecipa alla fondazione della rivista Cyborg su cui pubblica, tra l'altro, nuove storie di Ramarro su testi di Daniele Brolli. Nel 1994 inizia a collaborare con la Sergio Bonelli Editore disegnando il personaggio di Martin Mystère realizzando diverse storie pubblicate su albi fuori serie. Nello stesso anno pubblica anche la breve storia L'ora dei lupi, da lui scritta e disegnata, che appare nel n. 115 della rivista Comic Art.
Nel 2001 ricostruisce, con la sceneggiatura di Alfredo Castelli, il numero uno di Diabolik, che viene pubblicato dalla Astorina, nel 2002, nel volume cartonato: Il re del Terrore: il remake. Quest'opera segna l'inizio di una lunga collaborazione con il personaggio creato dalle sorelle Angela e Luciana Giussani.
Nel 2005 è il copertinista di Desdy Metus, l'Insonne.
Collabora anche alle riviste Frigidaire, Il Nuovo Male, e Čapek magazine.
Nel 2024, su testi di Jacopo Rauch realizza il quarantesimo speciale del personaggio Tex della Sergio Bonelli Editore, dal titolo Sierrita Mountains.
Nel corso degli anni collabora con numerose case editrici tra cui Edizioni BD, Comma 22, Mondadori, Feltrinelli, Kōdansha e Rizzoli. Ha collaborato con diversi giornali tra cui: L’Unità, Il Manifesto, Il Sole24Ore e Slowfood Magazine. Ha pubblicato in Francia, Giappone, Grecia, Spagna, Danimarca e  Sri Lanka.
Vive a Bologna, dove ha il suo studio Inventario.

## Opere
- Escobar, El patrón, scritto da Guido Piccoli e colorato da Arianna Farricella, ed. Mondadori, 2017, ISBN 978-88-04-68165-6
- Nessun sogno finisce, scritto da Antonella Cilento e illustrato da Giuseppe Palumbo, ed. Stoppani, 2007, ISBN 978-88-8612-451-5.[10]
- Il re del Terrore: il remake, 2001
- L'ora dei lupi , 1994
- Tempi Supplementari, 1986
- Sul dorso di Atlante, 1984
- The Washer, scritto da Giuseppe Palumbo e illustrato da Romeo Gallo

## Premi
- 1990 - Premio Signor Bonaventura al Treviso Comics [6]
- 1997 - Premio Yellow Kid al Salone Internazionale dei Comics
- 1998 e 2002 - Premio Attilio Micheluzzi miglior disegnatore italiano al Napoli Comicon[11]
- 2006 - Premio Gran Guinigi miglior Graphic Novel per Diabolik. Gli anni perduti nel sangue a Lucca Comics & Games[12]
- 2007 - Premio Attilio Micheluzzi miglior disegno per una serie realistica al Napoli Comicon
- 2013 - Premio Gran Guinigi miglior disegatore a Lucca Comics & Games[12]
- 2024 - Romics D'Oro alla XXXIII edizione del Romics [13]